# Itame cinerosaria
Itame cinerosaria là một loài bướm đêm trong họ Geometridae.